# Sportovní Klub Slavia Praha 2002-2003
Questa voce raccoglie le informazioni riguardanti lo Sportovní Klub Slavia Praha nelle competizioni ufficiali della stagione 2002-2003.

## Stagione
Nonostante la prestazione più negativa mai realizzata nella storia recente dello Slavia Praga, Beránek è confermato sulla panchina dei biancorossi: in campionato la società raggiunge la testa della classifica alla diciottesima giornata, appaiando i cugini dello Sparta e restando in vetta assieme a loro fino a 7 turni dalla fine: nel derby di Praga, i biancorossi cedono ai rivali, che vanno a vincere il campionato con un solo punto di vantaggio sullo Slavia.
In Coppa, i biancorossi escludono Satalice (0-8), Svitavy (2-5) e 1. HFK Olomouc (0-2), cadendo per 3-0 a Teplice, contro i futuri vincitori del torneo.
Lo Slavia è iscritto alla Coppa UEFA: elimina RE Mouscron (3-6), a fatica il Partizan (i cechi perdono 3-1 a Belgrado e vincono 5-1 a Praga dopo i tempi supplementari) e il PAOK (4-1), uscendo dalla competizione europea contro il Beşiktaş (1-0 a Praga per i cechi, 4-2 per i turchi a Istanbul) agli ottavi di finale.

## Calciomercato[1]
Vengono ceduti Kozák (Kosice), Švancara (al Boby Brno per € 0,2 milioni), Zelenka (Teplice) e nel gennaio 2003 Suskavcević (Panionios) e Kuchar (allo Shinnik Yaroslavl per € 450.000).
Vengono acquistati Krajčík (dallo SC Xaverov in cambio di € 0,1 milione), Bejbl (Lens), Kalivoda (FK Chmel Blšany), Slama (FC Vysočina Jihlava), Adauto (Atlético Paranaense), Kučera (Marila Pribram) e nel gennaio 2003 Hasler.

## Rosa
| N. |                       | Ruolo | Calciatore       |
| -- | --------------------- | ----- | ---------------- |
| 1  | Rep. Ceca (bandiera)  | P     | Radek Černý      |
| 33 | Rep. Ceca (bandiera)  | P     | Martin Franěk    |
| 20 | Rep. Ceca (bandiera)  | P     | Michal Václavík  |
| 4  | Rep. Ceca (bandiera)  | D     | Lukáš Došek      |
| 17 | Rep. Ceca (bandiera)  | D     | Adam Petrouš     |
| 22 | Rep. Ceca (bandiera)  | D     | Tomáš Hrdlička   |
| 24 | Rep. Ceca (bandiera)  | D     | Radek Bejbl      |
| 26 | Rep. Ceca (bandiera)  | D     | Martin Müller    |
| 15 | Rep. Ceca (bandiera)  | D     | Luboš Kozel      |
| 3  | Rep. Ceca (bandiera)  | D     | Jan Suchopárek   |
| 18 | Slovenia (bandiera)   | D     | Goran Sankovič   |
| 19 | Slovacchia (bandiera) | D     | Matej Krajčík    |
| 10 | Rep. Ceca (bandiera)  | C     | Richard Dostálek |

| N. |                      | Ruolo | Calciatore       |
| -- | -------------------- | ----- | ---------------- |
| 11 | Rep. Ceca (bandiera) | C     | Rudi Skácel      |
| 14 | Rep. Ceca (bandiera) | C     | Patrick Gedeon   |
| 23 | Rep. Ceca (bandiera) | C     | Karel Piták      |
| 25 | Rep. Ceca (bandiera) | C     | David Kalivoda   |
| 9  | Rep. Ceca (bandiera) | C     | Štěpán Vachoušek |
| 12 | Rep. Ceca (bandiera) | C     | Radek Slama      |
| 7  | Rep. Ceca (bandiera) | C     | Filip Stiburek   |
| 5  | Rep. Ceca (bandiera) | A     | Tomáš Došek      |
| 21 | Rep. Ceca (bandiera) | A     | Pavel Kuka       |
| 28 | Brasile (bandiera)   | A     | Adauto           |
| 27 | Rep. Ceca (bandiera) | A     | Tomáš Hasler     |
| 16 | Rep. Ceca (bandiera) | A     | Tomáš Kučera     |